# Veikkausliiga 2023
Die Veikkausliiga 2023 war die 34. Spielzeit der höchsten finnischen Spielklasse im Fußball der Männer unter diesem Namen sowie die 93. Saison seit deren Einführung im Jahre 1930. Sie begann am 5. April 2023 und endete am 21. Oktober 2023.
Meister wurde zum vierten Mal in Folge der Titelverteidiger HJK Helsinki, der seine insgesamt 33. Meisterschaft feiern konnte.

## Modus
Zunächst trafen alle zwölf Mannschaften in der Hauptrunde jeweils zweimal aufeinander. Danach ermittelten die ersten sechs Mannschaften in der Meisterschaftsrunde den Meister, während die letzten sechs Mannschaften in der Abstiegsrunde spielten. In diesen Runden wurde nur die Hinrunde ausgespielt, sodass es hierbei jeweils zu fünf Spieltagen kam. Die Punkte aus der Hauptrunde wurden jeweils übernommen.
Der Meister nimmt an der Qualifikation zur Champions League 2024/25 teil. In der Qualifikation zur Conference League 2024/25 dürfen hingegen der Vizemeister, der Pokalsieger sowie ein dritter Teilnehmer, der in einer anschließenden Extra-Runde ermittelt wurde, antreten. Der Tabellenletzte stieg direkt ab, der Vorletzte musste in die Relegation.

## Teilnehmende Mannschaften
| Verein           | Stadt       | Stadion                | Kapazität |
| ---------------- | ----------- | ---------------------- | --------- |
| FC Lahti         | Lahti       | Stadion Lahti          | 14.465    |
| HJK Helsinki     | Helsinki    | Bolt Arena             | 10.770    |
| Inter Turku      | Turku       | Veritas-Stadion        | 09.372    |
| Haka Valkeakoski | Valkeakoski | Tehtaan kenttä         | 06.400    |
| Vaasan PS        | Vaasa       | Elisa Stadion          | 06.009    |
| Seinäjoen JK     | Seinäjoki   | OmaSP Stadion          | 06.000    |
| IFK Mariehamn    | Mariehamn   | Wiklöf Holding Arena   | 05.637    |
| Ilves Tampere    | Tampere     | Tammela Stadion        | 05.050    |
| KTP Kotka        | Kotka       | Arto Tolsa Areena      | 04.780    |
| Kuopion PS       | Kuopio      | Savon Sanomat Areena   | 04.700    |
| AC Oulu          | Oulu        | Raatin Stadion         | 04.392    |
| FC Honka Espoo   | Espoo       | Tapiolan urheilupuisto | 04.100    |

## Hauptrunde

### Abschlusstabelle
| Pl.             | Verein           | Sp. | S  | U | N  | Tore    | Diff. | Punkte |
| --------------- | ---------------- | --- | -- | - | -- | ------- | ----- | ------ |
| 1.              | HJK Helsinki (M) | 22  | 12 | 8 | 2  | 039:190 | +20   | 44     |
| 2.              | Kuopion PS (P)   | 22  | 13 | 4 | 5  | 034:150 | +19   | 43     |
| 3.              | Seinäjoen JK     | 22  | 11 | 5 | 6  | 029:240 | +5    | 38     |
| 4.              | Vaasan PS        | 22  | 11 | 3 | 8  | 030:230 | +7    | 36     |
| 5.              | FC Honka Espoo   | 22  | 10 | 5 | 7  | 023:170 | +6    | 35     |
| 6.              | Inter Turku      | 22  | 10 | 4 | 8  | 033:310 | +2    | 34     |
| 7.              | AC Oulu          | 22  | 9  | 4 | 9  | 032:370 | −5    | 31     |
| 8.              | Haka Valkeakoski | 22  | 5  | 9 | 8  | 027:370 | −10   | 24     |
| 9.              | FC Lahti         | 22  | 5  | 7 | 10 | 021:320 | −11   | 22     |
| 10.             | Tampereen Ilves  | 22  | 4  | 8 | 10 | 020:270 | −7    | 20     |
| 11.             | KTP Kotka (N)    | 22  | 5  | 5 | 12 | 020:330 | −13   | 20     |
| 12.             | IFK Mariehamn    | 22  | 3  | 6 | 13 | 021:340 | −13   | 15     |
| Stand: Endstand |                  |     |    |   |    |         |       |        |

Platzierungskriterien: 1. Punkte – 2. Tordifferenz – 3. geschossene Tore – 4. Direkter Vergleich (Punkte, Tordifferenz, geschossene Tore)
| (M) | amtierender Meister     |
| (P) | amtierender Pokalsieger |
| (N) | Neu/Aufsteiger          |

### Kreuztabelle
| 2023             | HJK Helsinki | Kuopion PS | FC Honka Espoo | Haka Valkeakoski | Inter Turku | Seinäjoen JK | AC Oulu | Vaasan PS | ILV | IFK Mariehamn | FC Lahti | KTP |
| HJK Helsinki     | —            | 2:2        | 2:0            | 2:0              | 4:1         | 0:0          | 1:1     | 4:0       | 1:0 | 4:2           | 0:1      | 1:0 |
| Kuopion PS       | 2:1          | —          | 0:1            | 3:0              | 1:2         | 3:0          | 1:0     | 0:1       | 1:0 | 0:1           | 2:0      | 2:0 |
| FC Honka Espoo   | 1:1          | 0:1        | —              | 0:2              | 1:0         | 0:0          | 4:1     | 1:0       | 2:0 | 2:1           | 3:0      | 0:1 |
| Haka Valkeakoski | 1:1          | 2:2        | 1:1            | —                | 2:2         | 1:0          | 2:2     | 2:2       | 1:1 | 1:1           | 1:1      | 4:2 |
| Inter Turku      | 1:3          | 1:1        | 2:0            | 3:0              | —           | 1:2          | 2:1     | 0:2       | 2:1 | 1:1           | 2:1      | 2:1 |
| Seinäjoen JK     | 1:2          | 1:0        | 1:0            | 2:1              | 2:1         | —            | 1:4     | 2:1       | 1:0 | 3:2           | 0:0      | 2:3 |
| AC Oulu          | 1:3          | 0:2        | 1:3            | 3:0              | 1:1         | 0:3          | —       | 2:1       | 0:3 | 3:2           | 1:1      | 3:1 |
| Vaasan PS        | 0:1          | 0:2        | 0:0            | 4:1              | 3:0         | 3:2          | 3:0     | —         | 0:2 | 2:1           | 0:0      | 2:1 |
| Ilves Tampere    | 1:1          | 0:3        | 1:1            | 1:2              | 2:1         | 1:1          | 1:2     | 0:2       | —   | 0:0           | 2:2      | 1:0 |
| IFK Mariehamn    | 0:0          | 0:2        | 0:1            | 4:1              | 0:2         | 0:2          | 1:2     | 1:2       | 1:1 | —             | 2:3      | 0:0 |
| FC Lahti         | 1:2          | 3:4        | 1:0            | 1:0              | 1:2         | 1:1          | 1:2     | 0:2       | 3:2 | 0:2           | —        | 0:0 |
| KTP Kotka        | 3:3          | 0:0        | 1:2            | 1:2              | 1:4         | 0:2          | 0:2     | 1:0       | 0:0 | 2:1           | 2:0      | —   |

## Meisterschaftsrunde
Die ersten sechs Mannschaften der Hauptrunde spielten nochmals jeweils einmal gegeneinander.

Die Ergebnisse und Punkte aus der Hauptrunde wurden übernommen.
| Pl.             | Verein           | Sp. | S  | U | N  | Tore    | Diff. | Punkte |
| --------------- | ---------------- | --- | -- | - | -- | ------- | ----- | ------ |
| 1.              | HJK Helsinki (M) | 27  | 15 | 8 | 4  | 050:260 | +24   | 53     |
| 2.              | Kuopion PS (P)   | 27  | 16 | 5 | 6  | 041:200 | +21   | 53     |
| 3.              | Vaasan PS        | 27  | 15 | 4 | 8  | 041:260 | +15   | 49     |
| 4.              | Seinäjoen JK     | 27  | 12 | 6 | 9  | 035:330 | +2    | 42     |
| 5.              | FC Honka Espoo   | 27  | 12 | 5 | 10 | 029:270 | +2    | 41     |
| 6.              | Inter Turku      | 27  | 10 | 5 | 12 | 035:400 | −5    | 35     |
| Stand: Endstand |                  |     |    |   |    |         |       |        |

| (M) | amtierender Meister     |
| (P) | amtierender Pokalsieger |

| 2023           | HJK Helsinki | Kuopion PS | Seinäjoen JK | Vaasan PS | FC Honka Espoo | Inter Turku |
| -------------- | ------------ | ---------- | ------------ | --------- | -------------- | ----------- |
| HJK Helsinki   |              | 1:2        | –            | –         | 3:0            | 2:0         |
| Kuopion PS     | –            |            | 1:1          | 0:2       | 3:1            | –           |
| Seinäjoen JK   | 2:3          | –          |              | 0:2       | 1:2            | –           |
| Vaasan PS      | 3:2          | –          | –            |           | –              | 1:1         |
| FC Honka Espoo | –            | –          | –            | 0:3       |                | 3:0         |
| Inter Turku    | –            | 0:1        | 1:2          | –         | –              |             |

## Abstiegsrunde
Die letzten sechs Mannschaften der Hauptrunde spielten nochmals jeweils einmal gegeneinander.

Die Ergebnisse und Punkte aus der Hauptrunde wurden übernommen.
| Pl.             | Verein           | Sp. | S  | U  | N  | Tore    | Diff. | Punkte |
| --------------- | ---------------- | --- | -- | -- | -- | ------- | ----- | ------ |
| 7.              | AC Oulu          | 27  | 11 | 5  | 11 | 041:450 | −4    | 38     |
| 8.              | Tampereen Ilves  | 27  | 8  | 9  | 10 | 035:330 | +2    | 33     |
| 9.              | Haka Valkeakoski | 27  | 7  | 11 | 9  | 035:420 | −7    | 32     |
| 10.             | FC Lahti         | 27  | 7  | 8  | 12 | 026:410 | −15   | 29     |
| 11.             | IFK Mariehamn    | 27  | 5  | 7  | 15 | 028:400 | −12   | 22     |
| 12.             | KTP Kotka (N)    | 27  | 5  | 5  | 17 | 021:440 | −23   | 20     |
| Stand: Endstand |                  |     |    |    |    |         |       |        |

| (N) | Neu/Aufsteiger |

| 2023             | AC Oulu | Haka Valkeakoski | FC Lahti | Ilves Tampere | FC KTP Kotka | IFK Mariehamn |
| ---------------- | ------- | ---------------- | -------- | ------------- | ------------ | ------------- |
| AC Oulu          |         | 1:1              | –        | –             | 2:0          | 3:2           |
| Haka Valkeakoski | –       |                  | 2:0      | 2:2           | 2:0          | –             |
| FC Lahti         | 2:1     | –                |          | 1:5           | 2:1          | –             |
| Ilves Tampere    | 3:2     | –                | –        |               | –            | 2:1           |
| KTP Kotka        | –       | –                | –        | 0:3           |              | 0:2           |
| IFK Mariehamn    | –       | 2:1              | 0:0      | –             | –            |               |

## Play-offs zur Conference League
Die Mannschaften auf den Plätzen drei bis sechs sowie das beste Team der Abstiegsrunde waren qualifiziert, den dritten Teilnehmer für die Conference League zu ermitteln. Sollte sich der Pokalsieger bereits für die Conference League qualifiziert haben, rückte der Zweitplatzierte der Abstiegsrunde nach. In den ersten beiden Runden mit je einem Spiel hatte das besser platzierte Team Heimrecht. Der bestplatzierte Teilnehmer stieg erst im Finale mit Hin- und Rückspiel ein.

### 1. Runde
| Datum      |                | Ergebnis              |             |
| ---------- | -------------- | --------------------- | ----------- |
| 25.10.2023 | FC Honka Espoo | 0:0 n. V. (4:2 i. E.) | Inter Turku |
| 25.10.2023 | Seinäjoen JK   | 2:2 n. V. (4:5 i. E.) | AC Oulu     |

### 2. Runde
| Datum      |                | Ergebnis  |         |
| ---------- | -------------- | --------- | ------- |
| 28.10.2022 | FC Honka Espoo | 5:0 (3:0) | AC Oulu |

### Finale
| Datum             |                | Gesamt |           | Hinspiel  | Rückspiel |
| ----------------- | -------------- | ------ | --------- | --------- | --------- |
| 01.11./05.11.2023 | FC Honka Espoo | 0:2    | Vaasan PS | 0:1 (0:0) | 0:1 (0:0) |

## Relegation
Der Elfte traf auf den Sieger der Relegations-Sieger der Ykkönen 2023. IFK Mariehamn setzte sich durch und behielt seinen Platz in der Veikkausliiga. Auch der unterlegene IF Gnistan spielt in der Folgesaison in der Veikkausliiga, da der FC Honka Espoo wegen Insolvenz in die vierte Klasse versetzt wurde.
| Datum             |            | Gesamt |               | Hinspiel | Rückspiel |
| ----------------- | ---------- | ------ | ------------- | -------- | --------- |
| 25.10./29.10.2023 | IF Gnistan | 0:3    | IFK Mariehamn | 0:0      | 0:3 (0:1) |

## Torschützenliste
| Platz | Spieler             | Mannschaft       | Tore |
| ----- | ------------------- | ---------------- | ---- |
| 01.   | Bojan Radulović     | HJK Helsinki     | 18   |
| 02.   | Peter Godly Michael | Vaasan PS        | 17   |
| 03.   | Ashley Coffey       | AC Oulu          | 13   |
| 04.   | Jaime Moreno        | Seinäjoen JK     | 11   |
| 05.   | Juan Lescano        | Haka Valkeakoski | 09   |
| 06.   | Darren Smith        | Inter Turku      | 08   |
| 06.   | Santeri Haarala     | Ilves Tampere    | 08   |
| 06.   | Rasmus Karjalainen  | AC Oulu          | 08   |